# Stranger Fruit
Stranger Fruit è il secondo album in studio del gruppo musicale svizzero Zeal & Ardor, pubblicato l'8 giugno 2018 della MVKA.

## Tracce
Testi e musiche di Manuel Gagneux.
1. Intro – 2:13
2. Gravedigger's Chant – 3:11
3. Servants – 3:30
4. Don't You Dare – 3:28
5. Fire of Motion – 2:27
6. The Hermit – 2:42
7. Row Row – 3:06
8. Ship on Fire – 3:33
9. Waste – 3:19
10. You Ain't Coming Back – 3:18
11. The Fool – 2:24
12. We Can't Be Found – 3:31
13. Stranger Fruit – 3:28
14. Solve – 1:22
15. Coagula – 1:38
16. Built on Ashes – 4:35

## Formazione
- Manuel Gagneux – voce, strumentazione, registrazione, produzione, copertina
- Marco von Allmen – batteria, fotografia
- Zebo Adam – produzione
- Kurt Ballou – missaggio
- Alan Douches – mastering
- Tom Zwanzer – registrazione batteria
- Noé Herrmann – copertina

## Classifiche
| Classifica (2018) | Posizione massima |
| ----------------- | ----------------- |
| Austria           | 30                |
| Belgio (Fiandre)  | 112               |
| Germania          | 27                |
| Svizzera          | 2                 |